# Lost River (Nowitna River)
Der Lost River ist ein 124 Kilometer langer linker Nebenfluss des Nowitna River im US-Bundesstaat Alaska. Der Flussname wurde 1915 von H. M. Eakin vom U.S. Geological Survey (USGS) gemeldet.

## Verlauf
Der Lost River entspringt in den Kilbuck-Kuskokwim Mountains 85 km südsüdöstlich von Ruby auf einer Höhe von etwa 450 m. Er fließt in überwiegend nordnordöstlicher Richtung und mündet schließlich in den Unterlauf des Nowitna River, 3 km unterhalb der Einmündung des Little Mud River. Der Lost River weist unzählige enge Flussschlingen auf. Die unteren 40 Kilometer des Flusslaufs liegen innerhalb des Schutzgebietes 
Nowitna National Wildlife Refuge.

## Einzugsgebiet
Der Lost River entwässert ein Areal von etwa 673 km². Das Einzugsgebiet des Lost River grenzt im Osten und im Süden an das des oberstrom gelegenen Nowitna River sowie im Westen und im Norden an das des Sulatna River.